# NGC 7733
NGC 7733 é uma galáxia espiral barrada (SBb) localizada na direcção da constelação de Tucana. Possui uma declinação de -65° 57' 22" e uma ascensão recta de 23 horas, 42 minutos e 32,9 segundos.
A galáxia NGC 7733 foi descoberta em 2 de Novembro de 1834 por John Herschel.